# بيكاسو وستاربكس
كتاب بيكاسو وستاربكس بقلم الكاتب والباحث ياسر سعيد حارب هو عبارة عن 173 صفحة موزعة على 31 مقالة تبحث في عدد من القضايا الاجتماعية والوجدانية مثل الحب والنجاح والوجود والمشاكل الاجتماعية المنتشرة في الوطن العربي، ويقدم عدد من الحلول التي تتناسب مع معظم شرائح المجتمع، كما يعد واحد من أهم الكتب التي صدرت في عام 2011م. تمت طباعته للمرة الأولى في 16/3/2011 وقد تمت طباعته للمرة الثالثة في أقل من عام.

## مقتطفات من الكتاب

### النمطيُون
النمطية في نظر ياسر حارب هي داء حضاري يدعو إلى التسليم والاستسلام، فالرتابة جزء من حياة الإنسان النمطي، فالنمطي يبتعد عن كل ماهو جديد بحجة أنه علم لا ينفع، الكاتب يدعو النمطيين إلى تلوين حياتهم حتى يعرفهم الناس، وحتى يعرفوا أنفسهم، فلا يخشوا أن يقال عنهم مجانين، فذروة العقل الجنون.

### النور والمطر
فالمبدعون بنظر ياسر حارب هم الشموع التي تبدد الظلام ولكن لا تلعنه.

### الحلم أهم من الحقيقة
فمن رأي الكاتب فإنَ الذين يعيشون حقيقتهم تكون أعمارهم محدودة بعدد السنوات التي كتبت لهم، ومن يعيشون أحلامهم فإنهم غالباً ما يخلدون في هذه الدنيا، فالعظمة ليست مفتاح الحلم ولكن ايماننا بأحلامنا هو مفتاح العظمة.